# Monumento a la Independencia de Loja
El monumento a la Independencia de Loja, también conocida como Torre del Reloj de San Sebastián, es una estructura conmemorativa ubicada en la plaza de San Sebastián (o de la Independencia), de la ciudad ecuatoriana de Loja. Concebida para rendir tributo a la independencia de la urbe y su zona de influencia, hecho acaecido el 18 de noviembre de 1820, está considerada como uno de los más sobresalientes atractivos de la ciudad.

## Descripción
La torre, de 32 metros de alto y estilo art déco, se encuentra coronada por un reloj público de cuatro esferas, una a cada lado de la estructura. En su base se pueden apreciar cuatro sobrerelieves de bronce que rememoran la historia del territorio lojano: cuando fue habitado por los paltas y bracamoros, cuando constituyó la gobernación española de Maynas y Yaguarzongo, la Independencia de 1820, y finalmente cuando se instauró el Gobierno Federal de Loja durante la crisis política que casi llevó a Ecuador al borde de su desaparición.

## Historia
La torre fue construida para rememorar la independencia del territorio lojano en 1820, inaugurándose en 1950 durante la alcaldía de Alfredo Mora Reyes. Su emplazamiento en la plaza de San Sebastián responde al hecho de que, la tarde del 18 de noviembre de 1820, los lojanos fueron convocados en este sitio por Ramón Pinto, José María Peña, Nicolás García, José Picoita y Manuel Zambrano para realizar una marcha que avanzó hacia la Plaza Mayor en favor de la Independencia del territorio, que al día siguiente lograría sustituir al Jefe de Gobierno español por uno lojano, José María Torres Riofrío.